# Cajsa Warg

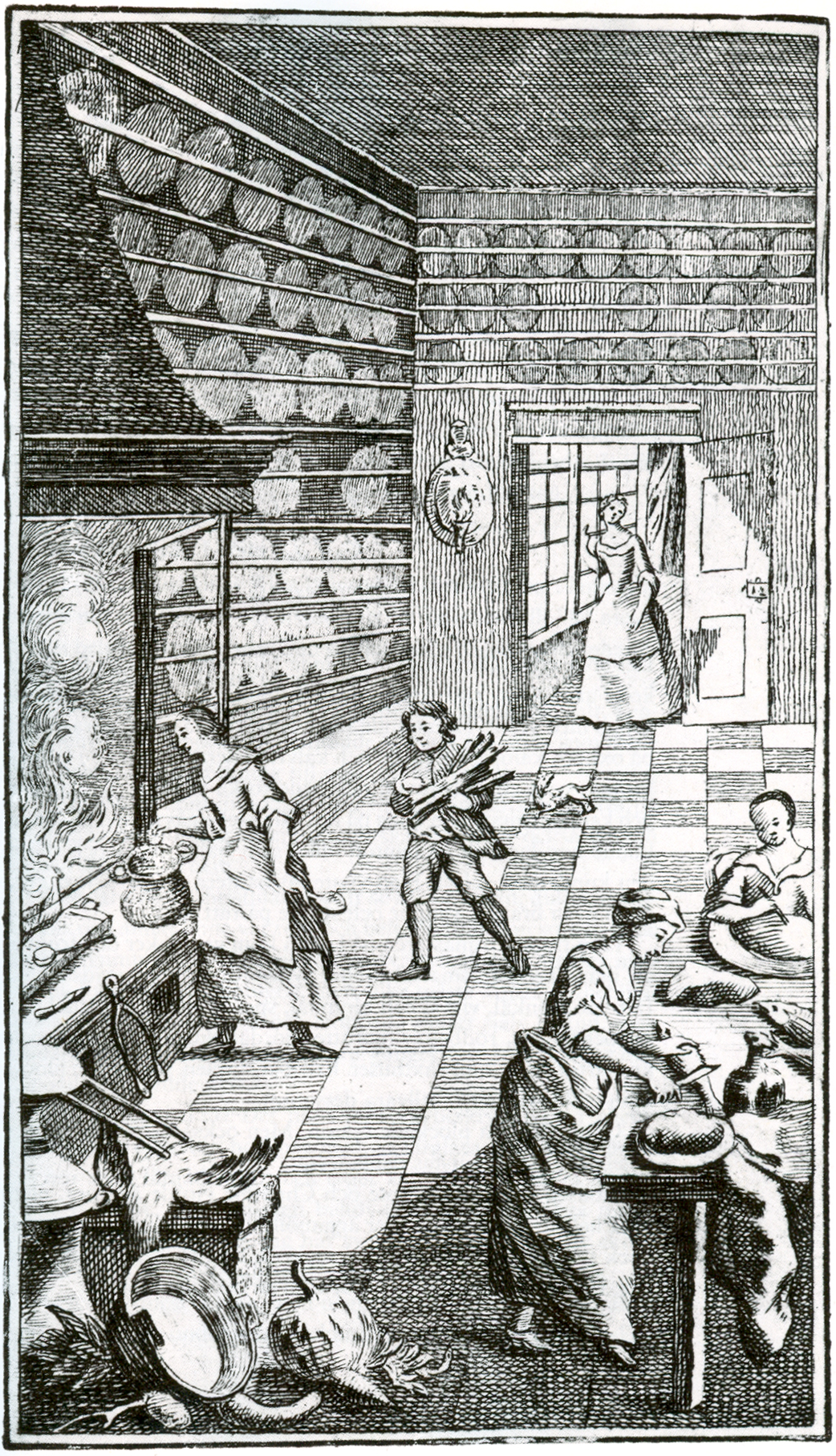
Illustration du frontispice de Hjelpreda I Hushållningen För Unga Fruentimber publié pour la première fois par Cajsa Warg en 1755, auteur: Pehr Geringius.

Anna Christina Warg (née le 23 mars 1703 - décédée le  5 février 1769, à Stockholm ), mieux connue sous le nom de Cajsa (ou Kajsa ) Warg, est une auteure de livres de cuisine suédoise et fait partie des cuisiniers les plus connus de l’histoire de la Suède.

## Famille
Cajsa Warg est née à Örebro; elle est la plus jeune des deux filles du comptable Anders Warg (décédé en 1708) et de Karin Livijn (décédée en 1755). En 1710, sa mère épouse en secondes noces le noble Eric Rosenstråle, avec lequel elle a sept enfants, et avec qui elle s'installe au Château de Borggård près de Finspång.
On ne sait pas grand-chose de l'éducation de Casja Warg, mais de toute évidence, elle a appris à lire et à écrire et a reçu une solide éducation à domicile.

## Carrière
Cajsa Warg quitte rapidement la maison familiale pour devenir la cuisinière et l'intendante de plusieurs personnalités influentes de Stockholm, comme le général Wolter Reinhold von Stackelberg. On ne sait pas quand exactement elle a commencé sa carrière, mais von Stackelberg avait servi avec son père en tant qu'officier dans l'armée, et il est vraisemblable qu'elle soit devenue son employée comme cuisinière au moment où il s'est marié et s'est établi à Stockholm, en 1735. Elle est plus tard employée par le frère aîné de von Stackelberg, le maréchal Baron Berndt Otto von Stackelberg, le beau-frère de la comtesse Hedwige Taube, ce qui permet à Casja Warg de se faire connaître comme cuisinière dans les cercles influents de la ville,.
D'après son registre de succession, elle possède ensuite sa propre maison. Elle y vit des ventes de son livre et en louant des chambres.
Casja Warg décède le 5 février 1769. Elle est enterrée dans la tombe de la famille Klinckowström à l'église de Klara.

## Livre de recettes
En 1755, Cajsa Warg hérite de sa mère 5 000 daler. La même année, elle publie à ses frais Hjelpreda I Hushållningen För Unga Fruentimber ("Guide de ménage pour les jeunes femmes"), qui connaitra quatorze éditions, la dernière paraissant en 1822,. Le livre est également traduit en allemand, et connaît quatre éditions dans cette langue; il est également traduit en estonien. Il contient principalement des recettes de cuisine, mais il comprend également des instructions sur la teinture des textiles et d'autres éléments liés à l'organisation d'un ménage. À partir de la troisième édition (1762), il comprend une annexe intitulée Underrättelse om Färgning ("Instruction sur la teinture"). L'annexe sur la teinture est traduite et connaît deux éditions en danois (1773 et 1794).
Le livre de Warg est le livre de recettes le plus utilisé en Suède pendant plusieurs générations et il reste d'actualité jusqu'à la fin du 19e siècle. Les nouveaux articles ménagers , les cuisinières de fabrication industrielle et les changements de style de cuisine rendent la plupart de ses recettes obsolètes.
Cajsa Warg utilise beaucoup d'épices locales dans ses recettes : anis, fenouil, marjolaine, romarin et des épices importées comme le gingembre, les clous de girofle et la cannelle. La noix de muscade semble avoir été son épice préférée. Elle utilise parfois de l'ail, qui n'est guère apprécié en Suède avant la seconde moitié du XXe siècle. Les épices ont un double intérêt : à la fois rehausser le bon goût et cacher le mauvais. Par contre pommes de terre et légumes n'occupent pas une grande place, ce sont surtout la volaille sauvage, les crevettes et les oies qui sont à l'honneur. La nourriture est préparée sur des feux à ciel ouvert, les poêles et les fours à bois ne deviennent courant qu'une centaine d'années plus tard. L'ethnologue Jan Öjvind Swahn, attribue la popularité de ce livre de recettes au fait qu'il utilise des mets traditionnels et fournit des indications précises, qui rend les recettes accessibles même à ceux qui n'ont aucune expérience. Cependant le lectorat est limité à ceux qui savent lire et peuvent se permettre d'acheter du gibier, de la volaille, du veau, du poisson, du homard, des huîtres et d'autres ingrédients coûteux,.

## Réputation
La tradition a attribué le dicton man tager vad man haver ("vous utilisez tout ce que vous avez") à Cajsa Warg, bien qu'il n'y ait pas de preuve qu'elle ait utilisé cette expression. Bien que ces mots précis soient devenus fortement associés à son œuvre, ce dicton n’est pas mentionné dans son livre.